# Заперечення (фільм)
«Заперечення» (англ. Denial) — американський художній фільм режисера Еріна Дігнама.

## Сюжет
Лун хоче одного — змусити Майкла полюбити її. Вона намагається затьмарити собою весь навколишній світ. Незабаром нав'язлива ідея стає ілюзією без відчуття часу і простору. І є тільки один шлях, який знову приведе її до Майкла — шлях до досконалості. Але для цього хтось повинен зруйнувати цей міраж, не поранивши душі Лун … Між минулим і сьогоденням — любов і божевілля. Між чоловіком і жінкою — бажання і марення. І у вирі цих почуттів перебуває головна героїня стрічки — Лун…

## У ролях
- Робін Райт — Сара / Лун
- Джейсон Патрік — Майкл
- Рей Даун Чонг — Джулі
- Баррі Праймус — Джей
- Кріс Малкі — Чед
- Девід Духовни — Джон